# Liste der Monuments historiques in Rions
Die Liste der Monuments historiques in Rions führt die Monuments historiques in der französischen Gemeinde Rions auf.

## Liste der Bauwerke
| Bezeichnung      | Beschreibung              | Standort | Kennzeichnung | Schutzstatus | Datum | Bild           |
| ---------------- | ------------------------- | -------- | ------------- | ------------ | ----- | -------------- |
| Kirche St-Seurin | Erbaut im 12. Jahrhundert | (Lage)   | PA00083701    | Classé       | 1908  | weitere Bilder |
| Stadtbefestigung |                           | (Lage)   | PA00083702    | Classé       | 1862  | weitere Bilder |

## Liste der Objekte
- Monuments historiques (Objekte) in Rions in der Base Palissy des französischen Kultusministeriums